# 田中一規
田中 一規（たなか かずのり、1971年 - ）は日本の漫画家、マサチューセッツ工科大学卒の理学博士、アメリカのソフトウェア会社員。父はマサチューセッツ工科大学教授の田中豊一。祖父は埼玉大学名誉教授の田中豊助。

## 経歴
東京出身。生まれてすぐアメリカボストンに移住し1993年ハーバード大学卒業、2000年にマサチューセッツ大学物理学博士課程を修了。現在アメリカのソフトウェア会社に勤務しているが、幼少の頃から日本の漫画に惹かれていたことから漫画家業の二足のわらじを履く。科学学習漫画を描いている。

## 作品
- マンガ 種の起源 ダーウィンの進化論（講談社、2005年5/20）
- よくわかるマンガ微積分教室（今野紀雄監修、講談社、2008年7/20）